# LabOceano

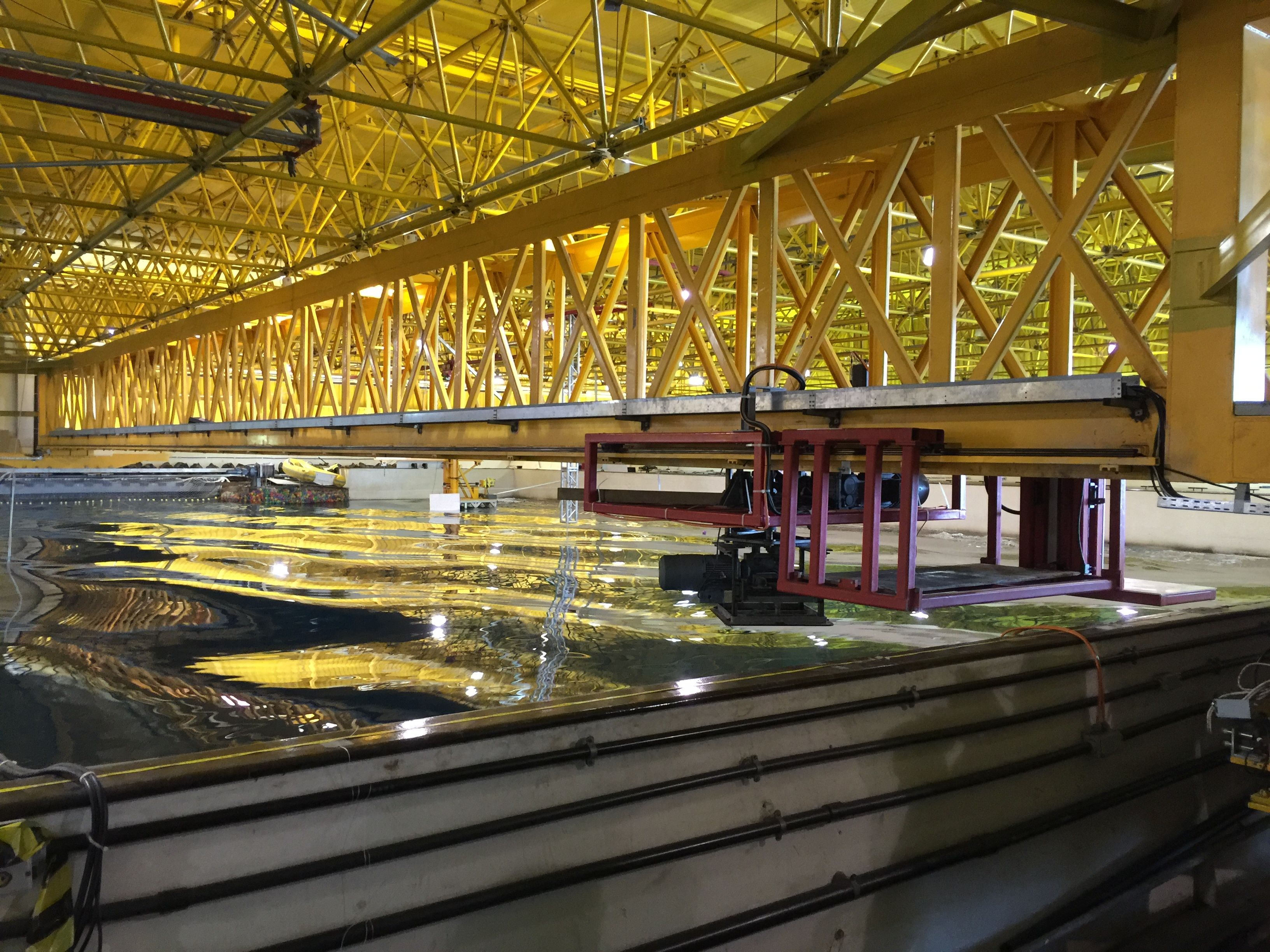
Tanque de simulações das condições do mar no Laboratório de Tecnologia Oceânica (Cristina Indio do Brasil/Agência Brasil)

Laboratório de Tecnologia Oceânica (LabOceano) é uma instalação do COPPE, na Cidade Universitária da Universidade Federal do Rio de Janeiro, destinada a pesquisas tecnológicas na área de exploração de petróleo offshore.
Inaugurado em 2003, o laboratório foi projetado para simular o meio ambiente marinho e os fenômenos que ocorrem abaixo de 2 mil metros de profundidade. É o maior tanque oceânico do mundo, com 23 milhões de litros de água e altura equivalente a um prédio de oito andares.
Além das pesquisas destinadas à exploração de petróleo e gás, é usado para experiências com energia das ondas e submarinos não tripulados. Sua construção foi financiada pelo Fundo Setorial de Petróleo e Gás Natural (CT-Petro), que aportou R$ 15 milhões, e pela faperj, que contribuiu com R$ 1 milhão. As instalações contam com geradores de ondas, ventos e correntezas, além de uma praia artificial.